# Complemento di stato in luogo
Nella sintassi della frase semplice, il complemento di stato in luogo indica il luogo in cui si trova una persona o cosa oppure avviene un'azione.
Il complemento risponde alle domande:
- dove?
- in quale luogo?

Si tratta di un complemento indiretto.

## Esempi
- L'ho trovato per terra.
- Ho trascorso tutta la sera da Stefano.
- L'incidente è avvenuto a Milano.
- Giorgio è in palestra.

## Come si presenta il complemento
Il complemento può essere introdotto da:
- le preposizioni a, da, in, su, per, presso, sotto, sopra o dalle locuzioni prepositive nei pressi di, all'interno di,vicino a.

## Complemento di stato in luogo figurato
Il complemento di stato in luogo figurato è una particolare variante del complemento di stato in luogo. Come questo, risponde alla domanda "dove?" ma indica l'essere stato in un luogo non materiale. Un esempio è: Sono al settimo cielo, ove il settimo cielo non corrisponde letteralmente a ciò che si intende esprimere.